# Elements: The Best of Mike Oldfield

Elements: The Best of Mike Oldfield est une compilation musicale créée en 1993 et qui réunit certaines compositions du musicien Mike Oldfield. Elle existe en deux versions : une première qui contient quatre CD et une seconde, plus courte, composée d'un seul disque.

## Pistes de l'album
1. Tubular bells (introduction)
2. Family man
3. Moonlight shadow
4. Heaven's open
5. Five miles out
6. To France
7. Foreign affair
8. In dulci jubilo
9. Shadow on the wall
10. Islands
11. Etude
12. Sentinel
13. Ommadawn (extrait)
14. Incantations (part 4-extrait)
15. Amarok (extrait)
16. Portsmouth

## CD 1
1. Tubular Bells (part 1)
2. Tubular Bells (part 2)
3. Hergest Ridge (extrait)
4. In dulci jubilo
5. Portsmouth
6. Vivaldi concerto in C

## CD 2
1. Ommadawn (extrait)
2. On horseback
3. William Tell overture
4. Argiers
5. First excursion
6. Sailor's Hornpipe (extrait de Tubular Bells)
7. Incantations (extrait de la partie 2)
8. Guilty
9. The path
10. Blue Peter
11. Woodhenge
12. Punkadiddle (love)
13. Polka (live)

## CD 3
1. Platinum (parties 3 et 4)
2. Arrival
3. Taurus 1
4. QE2
5. Wonderful land
6. Sheba
7. Five miles out
8. Taurus 2
9. Family man
10. Mount Teide
11. Waldberg(The Peak)
12. Crises
13. Moonlight Shadow
14. Foreign affair

## CD 4
1. Shadow on the wall
2. Taurus 3
3. Crime of passion
4. Jungle Gardenia
5. To France
6. Afghan
7. Tricks of the light (version instrumentale)
8. Etude
9. Evacuation
10. Legend
11. Islands
12. The Wind Chimes (part 1)
13. Flying start
14. Magic Touch
15. Earth moving
16. Far country
17. Holy (remix)
18. Amarok (extrait)
19. Heaven's open